# كلكت (باركشير)
كلكت (بالإنجليزية: Calcot, Berkshire)‏ هي قرية تقع في المملكة المتحدة في جنوب شرق إنجلترا. يقدر عدد سكانها بـ 9,093 نسمة .